# Josef Umbach
Josef Umbach (München-Gladbach, 8 dicembre 1888 – 30 settembre 1976) è stato un calciatore tedesco, di ruolo attaccante.